# Tito Sinibaldi
Tito Sinibaldi (Amelia, 11 settembre 1859 – Spoleto, 23 giugno 1940) è stato un politico e avvocato italiano.

## Biografia
Visse a Spoleto con i genitori Elvira Ferrari e Filippo (9-3-1827 - 11-8-1909), medico ed esponente di primo piano del movimento liberale e risorgimentale. Si diplomò al Regio Liceo Pontano nel 1878. Dopo la laurea in giurisprudenza esercitò la professione di avvocato. Sposò Rosa Laurenti da cui ebbe due figli, Filippo e Giuseppe.
Fu eletto consigliere comunale nel 1885, quindi assessore e sindaco di Spoleto, carica che ricoprì dal 1895 al 1898, anno in cui fu eletto alla Camera dei deputati. Fece parte del gruppo dei sostenitori di Giovanni Giolitti del cui entourage entrò a far parte fin dal 1899 dopo essersi opposto, insieme allo stesso Giolitti e i principali esponenti della Sinistra liberale e costituzionale, alla svolta autoritaria messa in atto dal governo Pelloux. Fu deputato per tre legislature e poi fu nominato senatore del Regno nel 1911. Come senatore entrò nella Commissione d'accusa dell'Alta Corte fino al giugno 1924 e fu membro supplente della Commissione d'Istruzione dell'Alta Corte di giustizia fino al gennaio 1929.
In qualità di membro di tali Commissioni svolse un ruolo particolarmente delicato sul caso De Bono, un alto esponente fascista deferito all'Alta Corte perché accusato di una serie di irregolarità commesse nel corso dei suoi incarichi istituzionali.
Sinibaldi fu minacciato di morte dall'esponente fascista Roberto Farinacci proprio perché ritenuto un antifascista. In realtà egli si atteneva con scrupolo ai compiti di commissario dell'Alta Corte senza badare alle simpatie politiche. Aveva comunque manifestato subito dopo la marcia su Roma un profondo disagio verso l'ascesa al potere di Mussolini, molto prima che la gran parte della classe dirigente liberale si avvedesse dei pericoli che erano insiti nell'affermazione del movimento fascista. Al Senato e ancor prima alla Camera pronunciò numerosi e importanti discorsi parlamentari che ebbero il plauso dei rappresentanti del governo e delle opposizioni.
Nel 1929 votò contro i Patti Lateranensi insieme con la pattuglia liberale (Croce, Albertini, Bergamini, Paternò e lui stesso) guidata da Benedetto Croce che in quella occasione pronunciò in Senato un memorabile discorso.
Massone, fu  affiliato alla loggia di Spoleto "Gioviano Pontano", appartenente al Grande Oriente d'Italia.

## Incarichi
- Sindaco di Spoleto (16 maggio 1895) (20 febbraio 1897-17 luglio 1898) (9 agosto 1914-luglio 1916)
- Consigliere comunale di Spoleto (luglio 1885-luglio 1914)
- Assessore comunale di Spoleto (settembre 1886-11 settembre 1902)
- Consigliere provinciale di Perugia (maggio 1889-1890)
- Socio azionista della Banca Popolare Società Cooperativa di Spoleto (1895)